# Encounter (Fernsehserie)
Encounter (koreanisch 남자친구 RR Namjachingu, englisch Boyfriend, Hanja 男子親舊) ist eine südkoreanische Fernsehserie mit Song Hye-kyo und Park Bo-gum. Sie besteht aus 16 Episoden und wurde vom 28. November 2018 bis zum 24. Januar 2019 auf tvN ausgestrahlt.

## Handlung
Cha Soo-hyun (Song Hye-kyo) ist die Tochter eines Politikers. Nachdem Betrug ihres Ehemanns, ließ sie sich scheiden und bekam als Abfindung die Führung eines noblen Hotels übertragen.
Als sie auf einer Geschäftsreise in Kuba den freigeistigen Kim Jin-hyuk (Park Bo-gum) kennenlernt, beginnt ein Urlaubsflirt. Nach ihrer Rückkehr nach Südkorea treffen sie sich wieder: Es stellt sich heraus, dass er Angestellter ihres Hotels und sie somit seine Vorgesetzte ist.

## Besetzung

### Hauptbesetzung
- Song Hye-kyo als Cha Soo-hyun
- Park Bo-gum als Kim Jin-hyuk

### Nebenbesetzung
- Jang Seung-jo als Jung Woo-seok
- Moon Sung-keun als Cha Jong-hyun
- Nam Ki-ae als Jin Mi-ock
- Ko Chang-seok als Nam Myeong-sik
- Kwak Sun-young als Jang Mi-jin
- Cha Hwa-yeon als Kim Hwa-jin
- Shin Jung-geun als Kim Jang-soo
- Baek Ji-won als Joo Yeon-ja
- P.O als Kim Jin-myung
- Kim Joo-heon als Lee Dae-chan
- Kim Hye-eun als Kim Sun-joo
- Jeon So-ni als Jo Hye-in
- Kim Ho-chang als Lee Jin-ho
- Lee Si-hoon als Park Han-gil
- Park Jin-joo als Eun-jin
- Park Sung-geun als Choi Jin-cheul

## Einschaltquoten
| Episode # | Ausstrahlungsdatum | Quoten      | Quoten                 | Quoten     | Quoten                 |
| Episode # | Ausstrahlungsdatum | TNMS-Quoten | TNMS-Quoten            | AGB-Quoten | AGB-Quoten             |
| Episode # | Ausstrahlungsdatum | Südkorea    | Seoul (Metropolregion) | Südkorea   | Seoul (Metropolregion) |
| --------- | ------------------ | ----------- | ---------------------- | ---------- | ---------------------- |
| 1         | 28. November 2018  | 8,683 %     | 11,454 %               | 9,4 %      | 10,7 %                 |
| 2         | 29. November 2018  | 10,329 %    | 12,868 %               | 11,0 %     | 12,6 %                 |
| 3         | 5. Dezember 2018   | 9,251 %     | 11,772 %               | 10,2 %     | 11,5 %                 |
| 4         | 6. Dezember 2018   | 9,264 %     | 11,468 %               | 9,2 %      | -                      |
| 5         | 12. Dezember 2018  | 8,513 %     | 10,575 %               | 10,5 %     | 12 %                   |
| 6         | 13. Dezember 2018  | 8,594 %     | 10,906 %               | 8,1 %      | -                      |
| 7         | 19. Dezember 2018  | 8,592 %     | 10,612 %               | 8,6 %      | -                      |
| 8         | 20. Dezember 2018  | 9,166 %     | 11,776 %               | 7,7 %      | -                      |
| 9         | 2. Januar 2019     | 7,810 %     | 9,845 %                | 7,2 %      | -                      |
| 10        | 3. Januar 2019     | 7,962 %     | 9,590 %                | 7,7 %      | -                      |
| 11        | 9. Januar 2019     | 7,513 %     | 9,310 %                | 7,5 %      | -                      |
| 12        | 10. Januar 2019    | 7,623 %     | 9,630 %                | 7,3 %      | -                      |
| 13        | 16. Januar 2019    | 7,927 %     | 10,043 %               | 8,0 %      | -                      |
| 14        | 17. Januar 2019    | 7,702 %     | 9,678 %                | 7,4 %      | -                      |
| 15        | 23. Januar 2019    | 7,999 %     | 10,590 %               | 7,9 %      | -                      |
| 16        | 24. Januar 2019    | 8,678 %     | 11,161 %               | 7,4 %      | -                      |